# Emmanuel Maffre-Baugé
Pour les articles homonymes, voir Maffre et Baugé (homonymie).
Emmanuel Maffre de Baugé, dit Emmanuel Maffre-Baugé, né le 12 décembre 1921 à Marseillan et mort le 22 juin 2007 à Bélarga, est un vigneron et écrivain français, catholique fervent fortement engagé dans la cause vigneronne et aux côtés du Parti communiste français. 

## Biographie
Fils d'un propriétaire terrien, petit-fils du poète occitan Achille Maffre de Baugé, Emmanuel Maffre-Baugé est élève des dominicains à l'abbaye-école de Sorèze.
Engagé activement dans l'action syndicale en tant que viticulteur, il démissionne en juin 1976 de ses fonctions de Président de la Fédération Nationale des vins de table et de pays, dans l'intention de « protester contre l'incapacité de cet organisme à régler la crise ».
En 1977, Emmanuel Maffre-Baugé est interrogé en pleine campagne dans le Midi sur la condition des viticulteurs. Il évoque « une situation dramatique ». La plupart d'entre eux vivent au-dessous du SMIC. Pour lui les viticulteurs sont victimes d'une politique dans laquelle « l'intérêt des marchands domine celui des hommes ».
Aux élections européennes de 1979, il présente sa candidature sur la liste du Parti communiste avec lequel il constate « une convergence ». Député européen de 1979 à 1989, il est membre du Groupe communiste et apparentés et fait partie de la Commission de l'agriculture (1re législature),  la Commission de l'agriculture, de la pêche et de l'alimentation, puis de l'agriculture, de la pêche et du développement rural (2e législature).
Emmanuel Maffre-Baugé est l'auteur de plusieurs ouvrages, dont le roman L’épée à deux tranchants, qui a remporté le Prix Jean d'Heurs du roman historique.
Il est décédé à Bélarga et repose dans le cimetière de ce village, dans le département de l'Hérault, où il vécut  et où il possédait son exploitation viticole.

## Hommages
Le collège de Paulhan, ainsi que l'école primaire du village de Bélarga, portent son nom.

## Ouvrages
- Vendanges amères, Paris, J.-P. Ramsay, 1976 (ISBN 2-85956-000-9).
- Entre Dieu et diable : roman, Paris, Ramsay, 1978, 355 p. (ISBN 2-85956-054-8).
- Face à l'Europe des impasses, Toulouse, Privat, 1979, 223 p. (ISBN 2-7089-2379-X).
- Superbe et généreux Jean Maffre : mémoires d'un baroudeur (1785-1834)  (en collaboration avec Laurent Theis), Paris, Fayard, 1982, 291 p. (ISBN 2-213-01161-3).
- Le seigneur de Marseillan : roman, Paris, Fayard, 1983, 449 p. (ISBN 2-213-01270-9, présentation en ligne)
- L'épée à deux tranchants : roman, Pézenas, Domens, 2003, 365 p. (ISBN 2-910457-98-2).
- Oriane : fille de Thau : roman, Pézenas, Domens, 2003, 178 p. (ISBN 2-910457-99-0).

## À écouter
- Radioscopie, de Jacques Chancel du 17 mars 1977, sur le site de l'INA.
- Hommage de Claude Alranq[10] lors de ses obsèques (enregistrement diffusé lors de la dernière de Zaléa TV)